# Turné čtyř můstků 2019/2020
Turné čtyř můstků 2019/2020, konané od 28. prosince 2019 do 6. ledna 2020, se odehrává na čtyřech tradičních místech, a to v německých městech Oberstdorf a Garmisch-Partenkirchen a v rakouských městech Innsbruck a Bischofshofen. Titul obhajoval Japonec Rjójú Kobajaši. Z českých sportovců na Turné startovali Roman Koudelka, který obhajoval celkové páté místo, Viktor Polášek, Čestmír Kožíšek a debutant Filip Sakala. Celkovým vítězem Turné čtyř můstků se stal Polák Dawid Kubacki, druhý byl Nor Marius Lindvik, třetí místo obsadil Němec Karl Geiger. Obhájce titulu, Japonec Rjójú Kobajaši, skončil čtvrtý. Nejlepším z Čechů byl celkově 17. Roman Koudelka.

## Výsledky

### Oberstdorf

#### Kvalifikace
| #  | Jméno               | Skok    | Body  |
| -- | ------------------- | ------- | ----- |
| 1  | Stefan Kraft        | 136,0 m | 152.2 |
| 2  | Džunširó Kobajaši   | 136,5 m | 149.6 |
| 3  | Stephan Leyhe       | 133,5 m | 147.9 |
| 4  | Rjójú Kobajaši      | 133,5 m | 147.6 |
| 5  | Markus Eisenbichler | 134,0 m | 146.5 |
| 6  | Karl Geiger         | 132,0 m | 145.0 |
| 7  | Marius Lindvik      | 130,0 m | 144.3 |
| 8  | Domen Prevc         | 133,0 m | 144.0 |
| 9  | Piotr Žyla          | 131,0 m | 143.5 |
| 10 | Philipp Aschenwald  | 129,0 m | 141.4 |
|    |                     |         |       |
| 12 | Roman Koudelka      | 131,0 m | 138.5 |
| 27 | Viktor Polášek      | 130,0 m | 125.8 |
| 55 | Filip Sakala        | 119,0 m | 104.9 |
| 56 | Čestmír Kožíšek     | 117,5 m | 104.8 |

Sakala a Kožíšek do hlavního závodu nepostoupili. Roman Koudelka se v prvním kole utkal s Američanem Kevinem Bicknerem, Viktor Polášek s Polákem Maciejem Kotem.

#### Závod
| 1. kolo |                |         |       |   |
|         |                |         |       |   |
|         |                |         |       |   |
| 12      | Roman Koudelka | 125,5 m | 128.8 | Q |
| 39      | Kevin Bickner  | 114,0 m | 105.7 |   |

| 1. kolo |                |         |       |   |
|         |                |         |       |   |
|         |                |         |       |   |
| 23      | Maciej Kot     | 124,5 m | 121.8 | Q |
| 27      | Viktor Polášek | 113,0 m | 98.1  |   |

| #  | Jméno              | Skok 1  | Skok 2  | Body  |
| -- | ------------------ | ------- | ------- | ----- |
| 1  | Rjójú Kobajaši     | 138,0 m | 134,0 m | 305.1 |
| 2  | Karl Geiger        | 135,0 m | 134,0 m | 295.9 |
| 3  | Dawid Kubacki      | 132,0 m | 133,0 m | 294.7 |
| 4  | Stefan Kraft       | 131,0 m | 132,0 m | 291.2 |
| 5  | Piotr Žyla         | 132,0 m | 129,0 m | 281.5 |
| 6  | Philipp Aschenwald | 132,5 m | 129,5 m | 280.3 |
| 7  | Jukija Sató        | 129,5 m | 132,0 m | 280.1 |
| 8  | Robert Johansson   | 134,0 m | 130,5 m | 279.8 |
| 9  | Domen Prevc        | 129,5 m | 134,0 m | 279.5 |
| 10 | Marius Lindvik     | 139,0 m | 124,5 m | 278.5 |
|    |                    |         |         |       |
| 26 | Roman Koudelka     | 125,5 m | 122,0 m | 247.7 |
| 46 | Viktor Polášek     | 113,0 m |         | 98.1  |

Závod v Oberstdorfu vyhrál Japonec Rjójú Kobajaši, který ovládl pátý závod Turné v řadě, čímž vyrovnal rekord Helmuta Recknagela z někdejší NDR, Němce Svena Hannawalda a Poláka Kamila Stocha. Roman Koudelka porazil Američana Bicknera a postoupil do druhého kola, celkově byl 26., Viktor Polášek neprošel přes Poláka Kota a skončil 46.

### Garmisch-Partenkirchen

#### Kvalifikace
| #  | Jméno                | Skok    | Body  |
| -- | -------------------- | ------- | ----- |
| 1  | Karl Geiger          | 139,0 m | 142.7 |
| 2  | Philipp Aschenwald   | 140,0 m | 142.6 |
| 3  | Peter Prevc          | 138,0 m | 140.9 |
| 3  | Rjójú Kobajaši       | 138,0 m | 140.9 |
| 5  | Markus Eisenbichler  | 137,5 m | 140.0 |
| 6  | Jukija Sató          | 138,0 m | 137.7 |
| 7  | Daiki Itó            | 136,0 m | 137.4 |
| 7  | Stefan Kraft         | 137,0 m | 137.4 |
| 9  | Johann André Forfang | 137,0 m | 137.1 |
| 10 | Dawid Kubacki        | 135,5 m | 136.6 |
|    |                      |         |       |
| 25 | Roman Koudelka       | 128,0 m | 138.5 |
| 39 | Viktor Polášek       | 128,5 m | 114.7 |
| 48 | Filip Sakala         | 120,0 m | 108.7 |
| 53 | Čestmír Kožíšek      | 120,0 m | 104.5 |

Kožíšek do závodu nepostoupil. Roman Koudelka se v prvním kole utkal s Němcem Piusem Paschkem, Viktor Polášek s Němcem Stephanem Leyhem a Filip Sakala, který poprvé postoupil do prvního kola závodu Turné, se utkal s lídrem soutěže, Japoncem Rjójúem Kobajašim.

#### Závod
| 1. kolo |                |         |       |   |
|         |                |         |       |   |
|         |                |         |       |   |
| 3       | Rjójú Kobajaši | 132,0 m | 137.7 | Q |
| 48      | Filip Sakala   | 114,0 m | 96.8  |   |

| 1. kolo |                |         |       |   |
|         |                |         |       |   |
|         |                |         |       |   |
| 12      | Stephan Leyhe  | 131,0 m | 131.8 | Q |
| 39      | Viktor Polášek | 114,0 m | 98.6  |   |

| 1. kolo |                |         |       |    |
|         |                |         |       |    |
|         |                |         |       |    |
| 25      | Roman Koudelka | 135,0 m | 135.1 | Q  |
| 26      | Pius Paschke   | 131,5 m | 126.2 | LL |

| #  | Jméno                | Skok 1  | Skok 2  | Body  |
| -- | -------------------- | ------- | ------- | ----- |
| 1  | Marius Lindvik       | 143,5 m | 136,0 m | 289.8 |
| 2  | Karl Geiger          | 132,0 m | 141,5 m | 285.0 |
| 3  | Dawid Kubacki        | 137,0 m | 139,5 m | 284.0 |
| 4  | Rjójú Kobajaši       | 132,0 m | 141,0 m | 282.1 |
| 5  | Daiki Itó            | 131,0 m | 136,5 m | 273.4 |
| 6  | Daniel Huber         | 136,5 m | 134,0 m | 272.1 |
| 7  | Constantin Schmid    | 134,5 m | 134,5 m | 271.5 |
| 8  | Roman Koudelka       | 135,0 m | 133,0 m | 267.3 |
| 9  | Johann André Forfang | 132,0 m | 135,0 m | 266.2 |
| 10 | Markus Eisenbichler  | 129,0 m | 134,5 m | 266.1 |
|    |                      |         |         |       |
| 48 | Viktor Polášek       | 114,0 m |         | 98.6  |
| 49 | Filip Sakala         | 114,0 m |         | 96.8  |

Závod v Ga-Pa vyhrál Nor Marius Lindvik. Viktor Polášek ani Filip Sakala nedokázali porazit své soupeře, skončili na předposledním, resp. posledním místě a nepostoupili do druhého kola. Roman Koudelka byl po prvním kole sedmý, ve druhém kole si o jedno místo pohoršil a v závodě skončil osmý, což je nejlepší výsledek českých reprezentantů v sezoně.

### Innsbruck

#### Kvalifikace
| #  | Jméno              | Skok    | Body  |
| -- | ------------------ | ------- | ----- |
| 1  | Marius Lindvik     | 131,5 m | 138.9 |
| 2  | Stefan Kraft       | 132,5 m | 136.8 |
| 3  | Philipp Aschenwald | 131,0 m | 134.9 |
| 3  | Karl Geiger        | 131,5 m | 134.9 |
| 5  | Rjójú Kobajaši     | 130,0 m | 134.0 |
| 6  | Dawid Kubacki      | 127,0 m | 133.9 |
| 7  | Džunširó Kobajaši  | 127,0 m | 129.5 |
| 7  | Timi Zajc          | 126,0 m | 129.5 |
| 9  | Piotr Žyla         | 131,0 m | 129.3 |
| 10 | Stephan Leyhe      | 127,0 m | 128.2 |
|    |                    |         |       |
| 21 | Roman Koudelka     | 122,5 m | 119.7 |
| 49 | Filip Sakala       | 113,0 m | 101.2 |
| 50 | Viktor Polášek     | 110,5 m | 100.3 |
| 57 | Čestmír Kožíšek    | 113,0 m | 94.9  |

Kožíšek do závodu nepostoupil, Sakala a Polášek postoupili z posledních dvou pozic a v prvním kole se utkali s Rakušanem Stefanem Kraftem, respektive s Norem Mariusem Lindvikem. Roman Koudelka se utkal s Norem Tandem.

#### Závod
| 1. kolo |                |         |       |   |
|         |                |         |       |   |
|         |                |         |       |   |
| 1       | Marius Lindvik | 133,0 m | 139.5 | Q |
| 50      | Viktor Polášek | 113,0 m | 100.8 |   |

| 1. kolo |              |         |       |   |
|         |              |         |       |   |
|         |              |         |       |   |
| 2       | Stefan Kraft | 123,0 m | 124.8 | Q |
| 49      | Filip Sakala | 105,5 m | 86.7  |   |

| 1. kolo |                    |         |       |    |
|         |                    |         |       |    |
|         |                    |         |       |    |
| 21      | Roman Koudelka     | 124,0 m | 118.2 | LL |
| 30      | Daniel-André Tande | 126,0 m | 122.8 | Q  |

| #  | Jméno                 | Skok 1  | Skok 2  | Body  |
| -- | --------------------- | ------- | ------- | ----- |
| 1  | Marius Lindvik        | 133,0 m | 120,5 m | 253.3 |
| 2  | Dawid Kubacki         | 133,0 m | 120,5 m | 252.0 |
| 3  | Daniel-André Tande    | 126,0 m | 131,0 m | 249.3 |
| 4  | Stefan Kraft          | 123,0 m | 127,5 m | 245.0 |
| 5  | Stephan Leyhe         | 125,0 m | 125,0 m | 241.6 |
| 6  | Gregor Schlierenzauer | 127,5 m | 126,0 m | 240.0 |
| 7  | Johann André Forfang  | 131,0 m | 120,5 m | 238.4 |
| 8  | Karl Geiger           | 117,5 m | 126,0 m | 236.5 |
| 9  | Peter Prevc           | 127,0 m | 122,0 m | 236.3 |
| 10 | Domen Prevc           | 125,0 m | 122,0 m | 234.6 |
|    |                       |         |         |       |
| 16 | Roman Koudelka        | 124,0 m | 123,5 m | 228.9 |
| 43 | Viktor Polášek        | 113,0 m |         | 100.8 |
| 48 | Filip Sakala          | 105,5 m |         | 86.7  |

Závod v Innsbrucku vyhrál Nor Marius Lindvik. Polášek a Sakala nepostoupili z prvního kola. Roman Koudelka sice Nora Tandeho neporazil, postoupil ale jako šťastný poražený a celkově skončil šestnáctý.

### Bischofshofen

#### Kvalifikace
| #  | Jméno                | Skok    | Body  |
| -- | -------------------- | ------- | ----- |
| 1  | Stefan Kraft         | 134,5 m | 150.8 |
| 2  | Daiki Itó            | 138,0 m | 150.7 |
| 3  | Kamil Stoch          | 136,0 m | 150.4 |
| 4  | Constantin Schmid    | 139,0 m | 149.5 |
| 5  | Stephan Leyhe        | 138,0 m | 149.2 |
| 6  | Rjójú Kobajaši       | 134,0 m | 148.8 |
| 7  | Peter Prevc          | 137,0 m | 148.3 |
| 8  | Johann André Forfang | 142,0 m | 148.2 |
| 9  | Marius Lindvik       | 133,0 m | 146.9 |
| 10 | Daniel Huber         | 139,5 m | 144.7 |
|    |                      |         |       |
| 27 | Roman Koudelka       | 128,0 m | 128.3 |
| 52 | Viktor Polášek       | 120,0 m | 110.0 |
| 58 | Filip Sakala         | 116,0 m | 103.7 |
| 60 | Čestmír Kožíšek      | 113,0 m | 101.4 |

Do závodu postoupil pouze Roman Koudelka, který se v prvním kole utkal s Rakušanem Janem Hörlem.

#### Závod
| 1. kolo |                |         |       |   |
|         |                |         |       |   |
|         |                |         |       |   |
| 24      | Jan Hörl       | 127,0 m | 119.7 |   |
| 27      | Roman Koudelka | 126,0 m | 120.4 | Q |

| #  | Jméno              | Skok 1  | Skok 2  | Body  |
| -- | ------------------ | ------- | ------- | ----- |
| 1  | Dawid Kubacki      | 143,0 m | 140,5 m | 300.9 |
| 2  | Karl Geiger        | 140,0 m | 136,0 m | 291.0 |
| 3  | Marius Lindvik     | 139,0 m | 137,0 m | 289.4 |
| 4  | Stefan Kraft       | 138,0 m | 137,0 m | 287.4 |
| 5  | Peter Prevc        | 136,5 m | 138,0 m | 283.6 |
| 6  | Daniel-André Tande | 137,5 m | 135,0 m | 279.3 |
| 7  | Rjójú Kobajaši     | 135,5 m | 138,0 m | 279.0 |
| 8  | Daiki Itó          | 137,0 m | 134,0 m | 276.4 |
| 9  | Domen Prevc        | 140,0 m | 133,0 m | 275.5 |
| 10 | Philipp Aschenwald | 136,0 m | 135,0 m | 274.6 |
|    |                    |         |         |       |
| 23 | Roman Koudelka     | 126,0 m | 131,0 m | 248.1 |

Závěrečný závod v Bischofshofenu vyhrál Polák Dawid Kubacki, který ovládl celé Turné. Jediný Čech na startu, Roman Koudelka, skončil 23.

## Celkové pořadí
| #                | Jméno                | Oberstdorf  | Ga-Pa       | Innsbruck   | Bischofshofen | Celkem |
| ---------------- | -------------------- | ----------- | ----------- | ----------- | ------------- | ------ |
| Zlatá medaile    | Dawid Kubacki        | 294.7 (3.)  | 284.0 (3.)  | 252.0 (2.)  | 300.9 (1.)    | 1131.6 |
| Stříbrná medaile | Marius Lindvik       | 278.5 (10.) | 289.8 (1.)  | 253.3 (1.)  | 289.4 (3.)    | 1111.0 |
| Bronzová medaile | Karl Geiger          | 295.9 (2.)  | 285.0 (2.)  | 236.5 (8.)  | 291.0 (2.)    | 1108.4 |
| 4                | Rjójú Kobajaši       | 305.1 (1.)  | 282.1 (4.)  | 229.8 (14.) | 279.0 (7.)    | 1096.0 |
| 5                | Stefan Kraft         | 291.2 (4.)  | 262.4 (13.) | 245.0 (4.)  | 287.4 (4.)    | 1086.0 |
| 6                | Johann André Forfang | 272.5 (15.) | 266.2 (9.)  | 238.4 (7.)  | 273.9 (11.)   | 1051.0 |
| 7                | Domen Prevc          | 279.5 (9.)  | 261.3 (17.) | 234.6 (10.) | 275.5 (9.)    | 1050.9 |
| 8                | Peter Prevc          | 265.3 (21.) | 263.6 (12.) | 236.3 (9.)  | 283.6 (5.)    | 1048.8 |
| 9                | Daiki Itó            | 267.3 (18.) | 273.4 (5.)  | 221.9 (18.) | 276.4 (8.)    | 1039.0 |
| 10               | Stephan Leyhe        | 276.6 (13.) | 261.6 (16.) | 241.6 (5.)  | 257.7 (18.)   | 1037.5 |
|                  |                      |             |             |             |               |        |
| 17               | Roman Koudelka       | 247.7 (26.) | 267.3 (8.)  | 228.9 (16.) | 248.1 (23.)   | 992.0  |
| 49               | Viktor Polášek       | 98.1 (46.)  | 98.6 (48.)  | 100.8 (43.) | 0.0           | 297.5  |
| 56               | Filip Sakala         | 0.0         | 96.8 (49.)  | 86.7 (48.)  | 0.0           | 183.5  |
| —                | Čestmír Kožíšek      | 0.0         | 0.0         | 0.0         | 0.0           | 0.0    |